# 釈悟震
釈 悟震（しゃく ごしん、1947年 - ）は、インド学仏教学、宗教学、比較宗教学の研究者。博士 (仏教学)。出家比丘僧。公益財団法人中村元東方研究所（東京）副総括研究員、東方学院（東京）講師。元東京大学講師。

## 略歴
- 1947年、生まれる
- 1990年、駒澤大学大学院人文科学研究科仏教学専攻博士後期課程満期修了
- 1993年、公益財団法人中村元東方研究所専任研究員に就任
- 1996年 - 2004年、東京大学東洋文化研究所協力研究員を兼任
- 1999年 - 2001年、東京大学講師を兼任
- 1997年 - 公益財団法人中村元東方研究所常勤研究員（名称変更により）
- 1988年 - 東方学院講師を兼任
- 1997年、スリランカ国立ペラデニヤ大学客員研究員を兼任
- 2000年、スリランカ国立ルフナ大学客員研究員を兼任
- 2006年 - 2009年、駿河台大学文化情報学部非常勤講師を兼任
- 2010年 - 2012年、財団法人仏教学術振興会事務局長
- 2009年 - 2015年、大韓民国ソウル大学客員研究員を兼任
- 2009年 - 2019年、スリランカ国立ペラデニヤ大学客員研究員を兼任
- 2012年 - NPO法人中村元記念館東洋思想文化研究所（島根県松江市）副所長（所長：前田專學）
- 2013年 - 2018年3月、公益財団法人中村元東方研究所専任研究員
- 2013年 - 公益財団法人中村元東方研究所東方学院総務
- 2016年5月 - 2018年7月、文部科学省 独立行政法人 日本学術振興会卓越研究員候補者選考委員会書面審査委員及び国際事業委員会書面 審査員」「書面評議員」
- 2016年5月 - 2018年7月、文部科学省独立行政法人日本学術振興会「特別研究員等審査委員会専門委員」
- 2018年 - 公益財団法人中村元東方研究所副総括研究員(エグゼクティブ・リサーチャー;Executive Researcher)

### 受賞
- 2012年10月10日 - 東方特別賞（公益財団法人中村元東方研究所・駐日インド大使館）- 中村元博士遺志継承に寄与
- 2002年7月 - 感謝状（大韓民国ソウル市東国大学）- 日本印度学仏教学会史上初の日韓共催大会成功に多大な貢献

### 主な学会活動
- 1984年 - 日本宗教学会会員
- 1984年 - 日本印度学仏教学会会員、2001年 -評議員 、2014年 - 理事・第53回学術大会実行委員(2002年7月7日～8日:韓国ソウル市東国大学）・第64回学術大会実行委員（2013年8月31日～9月1日:島根県松江市）
- 1986年 - パーリ学仏教文化学会会員、2007年 - 理事
- 2006年 - 2012年 仏教看護ビハーラ学会会員、理事
- 2017年 - 公益財団法人中村元東方研究所、理事
- 2021年 - 公益財団法人中村元東方研究所、常務理事

## 主な著書

### 単著
- 『改訂キリスト教か仏教か - 歴史の証言』（中村元監修、山喜房仏書林、2009年）ISBN 978-4-7963-0087-2
- Shaku Goshin『Seeking Symbiosis of Humanity』（Gatambe Junetion Kandy, Sri Lanka (Pvt)Ltd, スリランカ、2019年）ISBN 978-955-96115-7-8
- 『人類の共生と平和の尊びを求めて ―寛容に生きるスリランカ宗教の超克思想を考える―』 （白峰社、2020年）ISBN 978-4-938859-34-3
- 『改訂新版人類の共生と平和の尊びを求めて ―寛容に生きるスリランカの思想―』 （白峰社印刷、山喜房仏書林販売元、2021年）ISBN978-4-938859-36-7

### 共著
- 『仏教のことば生きる智慧』（主婦の友社、1995年）ISBN 4-07-215663-9
- 『比較宗教思想論II』（北樹社、1997年）ISBN 4-89384-620-5
- 『金剛般若の思想的研究』（春秋社、1999年）ISBN 4-393-11199-0
- 『原典で読む原始仏教の世界』（東京書籍、2000年）ISBN 4-487-79535-4
- 『ブッダ知れば知るほど』（実業之日本社、2001年）ISBN 4-408-39479-3
- 『中村元 ― 仏教の教え 人生の知恵』（河出書房新社、2005年、2012年）ISBN 4-309-74004-9
- 『アジアの仏教と神々』（法蔵館、2012年）ISBN 978-4-8318-7450-4 C3015
- 『仏教の事典』（朝倉書店、2014年）ISBN 978-4-254-50017-2　C3515
- 『上座仏教事典』（めこん、2016年)ISBN 978-4-8396-0299-4 C3515
- 『インド的共生思想の総合的研究----思想構造とその変容を巡って』(白峰社、2017年) ISBN 978-4-938859-29-9
- 『アジア人物史 第6巻 ポスト・モンゴル時代の陸と海』（集英社、2023年）ISBN 978-4-08-157106-2

### 訳注
- 『PANADURA大論争』（雲舟社、2000年）ISBN 89-85706-74-8

### 訳書
- 『比較思想の観点から見た仏教』（雲舟社、2008年）ISBN 978-89-5746-204-1
- 『宗教と社会倫理』（経書院、1999年）ISBN 89-85101-75-7
- Shaku Goshin『The Great Debate of Urugodawatta』（Udaya Graphics (Pvt)Ltd, スリランカ、2012年）ISBN 978-955-54713-0-5
- 『韓国人の方法』（BOOK KOREA、2023年）ISBN 9788963245126

### 博士論文
- 『原始仏教聖典における業・輪廻思想の文化史的研究』（駒澤大学）1993年[1][2]
- 主査：奈良康明、副査：前田惠學、田上太秀

### 科研費
- 「スリランカにおける宗教間の共助思想構造に関する基礎的研究」挑戦的萌芽研究【課題番号】: 17K18473(研究代表者:釈悟震)【研究期間】: 2017年 - 2020年
- 『インド的共生思想の総合的研究----思想構造とその変容を巡って』基盤研究(A)【課題番号】: 25244003)(研究代表者:釈悟震)【研究期間】: 2013年4月 - 2017年3月31日(白峰社、2017年出版) ISBN 978-4-938859-29-9
- 「スリランカにおける宗教対話の基礎的研究」挑戦的萌芽研究【課題番号】: 23652010(研究代表者:釈悟震)【研究期間】: 2011年 - 2013年[3]
- 『インド宗教思想の多元的共存と寛容思想の解明』基盤研究(A)【課題番号】: 19202003)(研究代表者:釈悟震)【研究期間】: 2007年 - 2009年[3](山喜房仏書林、2010年出版）ISBN 978-4-7963-1968-3
- 「中世インドの学際的研究」基盤研究(A)(2)【課題番号】:14201003)(研究分担者)(研究代表者:前田專學)【研究期間】: 2002年4月 - 2005年3月31日

### 論文
- CiNii>釈悟震・金漢益
- INBUDS>釈悟震・金漢益